# Madness (álbum)
Madness é o quarto álbum de estúdio da banda de rock americana Sleeping with Sirens. Foi lançado em 17 de março de 2015 pela gravadora Epitaph Records após a saida da banda da Rise Records. O álbum vendeu 79,200 cópias até agosto de 2015.

## Faixas
| N.º            | Título               | Duração |  |
| 1.             | "Kick Me"            | 2:31    |  |
| 2.             | "Go Go Go"           | 2:47    |  |
| 3.             | "Gold"               | 3:32    |  |
| 4.             | "Save Me a Spark"    | 3:39    |  |
| 5.             | "Fly"                | 3:35    |  |
| 6.             | "The Strays"         | 2:58    |  |
| 7.             | "Left Alone"         | 3:20    |  |
| 8.             | "Better Off Dead"    | 3:08    |  |
| 9.             | "We Like It Loud"    | 2:17    |  |
| 10.            | "Heroine"            | 3:35    |  |
| 11.            | "November"           | 3:29    |  |
| 12.            | "Madness"            | 2:42    |  |
| 13.            | "Don't Say Anything" | 3:16    |  |
| Duração total: | Duração total:       | 38:04   |  |

| Faixas bônus da edição Deluxe |                |         |  |
| N.º                           | Título         | Duração |  |
| 14.                           | "Parasites"    | 2:55    |  |
| 15.                           | "2 Chord"      | 4:49    |  |
| Duração total:                | Duração total: | 45:08   |  |

## Ficha técnica

### Sleeping with Sirens
- Kellin Quinn - vocal principal, teclado
- Nick Martin - guitarra rítmica, vocais de apoio
- Jack Fowler - guitarra solo, programação
- Justin Hills - baixo, vocais de apoio
- Gabe Barham - bateria, percussão

### Produção
- John Feldmann[5]